# Euclides da Cunha Paulista
Euclides da Cunha Paulista là một đô thị ở bang São Paulo của Brasil. Đô thị này nằm ở vĩ độ 22º33'41" độ vĩ nam và kinh độ 52º35'25" độ vĩ tây, trên khu vực có độ cao 265 m. Dân số năm 2004 ước tính là 10.547 người. 

## Thông tin nhân khẩu
Dữ liệu dân số theo điều tra dân số năm 2000
Tổng dân số: 10.214
- Dân số thành thị: 6.431
- Dân số nông thôn: 3.783
- Nam giới: 5.166
- Nữ giới: 5.048

Mật độ dân số (người/km²): 17,70
Tỷ lệ tử vong trẻ sơ sinh dưới 1 tuổi (trên một triệu người): 14,48
Tuổi thọ bình quân (tuổi): 72
Tỷ lệ sinh (số trẻ trên mỗi bà mẹ): 2,80
Tỷ lệ biết đọc biết viết: 92,28%*
Chỉ số phát triển con người (HDI-M): 0,738
- Chỉ số phát triển con người - Thu nhập: 0,603
- Chỉ số phát triển con người - Tuổi thọ: 0,783
- Chỉ số phát triển con người - Giáo dục: 0,827

(Nguồn: IPEADATA)

### Sông ngòi
- Sông Paranapanema

### Các xa lộ
- SP-613